# آلکسینه
آلکسینه (به صربی: Aleksine) یک روستا در صربستان است که در ولاسوتینتسه واقع شده‌است. آلکسینه ۶۶ نفر جمعیت دارد.